# Saint-Gondran
Saint-Gondran (bret. Sant-Gondran) – miejscowość i gmina we Francji, w regionie Bretania, w departamencie Ille-et-Vilaine.
Według danych na rok 1990 gminę zamieszkiwało 378 osób, a gęstość zaludnienia wynosiła 86 osób/km² (wśród 1269 gmin Bretanii Saint-Gondran plasuje się na 901. miejscu pod względem liczby ludności, natomiast pod względem powierzchni na miejscu 1037.).